# Xanthia
Xanthia är ett släkte av fjärilar som beskrevs av Ferdinand Ochsenheimer 1816. Xanthia ingår i familjen nattflyn,Noctuidae.

## Dottertaxa tillXanthia, i alfabetisk ordning[1][2]
- Xanthia andesica Hampson, 1905
- Xanthia aurantiago Draudt, 1950
- Xanthia austauti Oberthür, 1881[a]
- Xanthia bisignata Hampson, 1906
- Xanthia cirphidiago Draudt, 1950
- Xanthia fasciata Kononenko, 1978[a]
- Xanthia gilvago [Denis & Schiffermüller], 1775, Ockragult gulvingsfly[a]
  - Xanthia gilvago bathi Döring, 1934
- Xanthia icteritia Hufnagel, 1766, Blekgult gulvingsfly[a]
- Xanthia inconspicua Bethune-Baker, 1906
- Xanthia ladakhensis Hacker, 1993[a]
- Xanthia ledereri Staudinger, 1896
- Xanthia moderata Walker, 1869
- Xanthia ocellaris Borkhausen, 1792, Ljusribbat gulvingsfly[a]
- Xanthia rectilineata Hampson, 1894[a]
- Xanthia tatago Lafontaine & Mikkola, 2003
- Xanthia togata Esper, Violettbandat gulvingsfly
- Xanthia tunicata Graeser, 1889[a]
- Xanthia xanthophylla Hreblay & Ronkay, 1998[a]

1. ↑  Tillhör undersläktet Cirrhia som enligt Artfakta är ett eget släkte.

## Bildgalleri

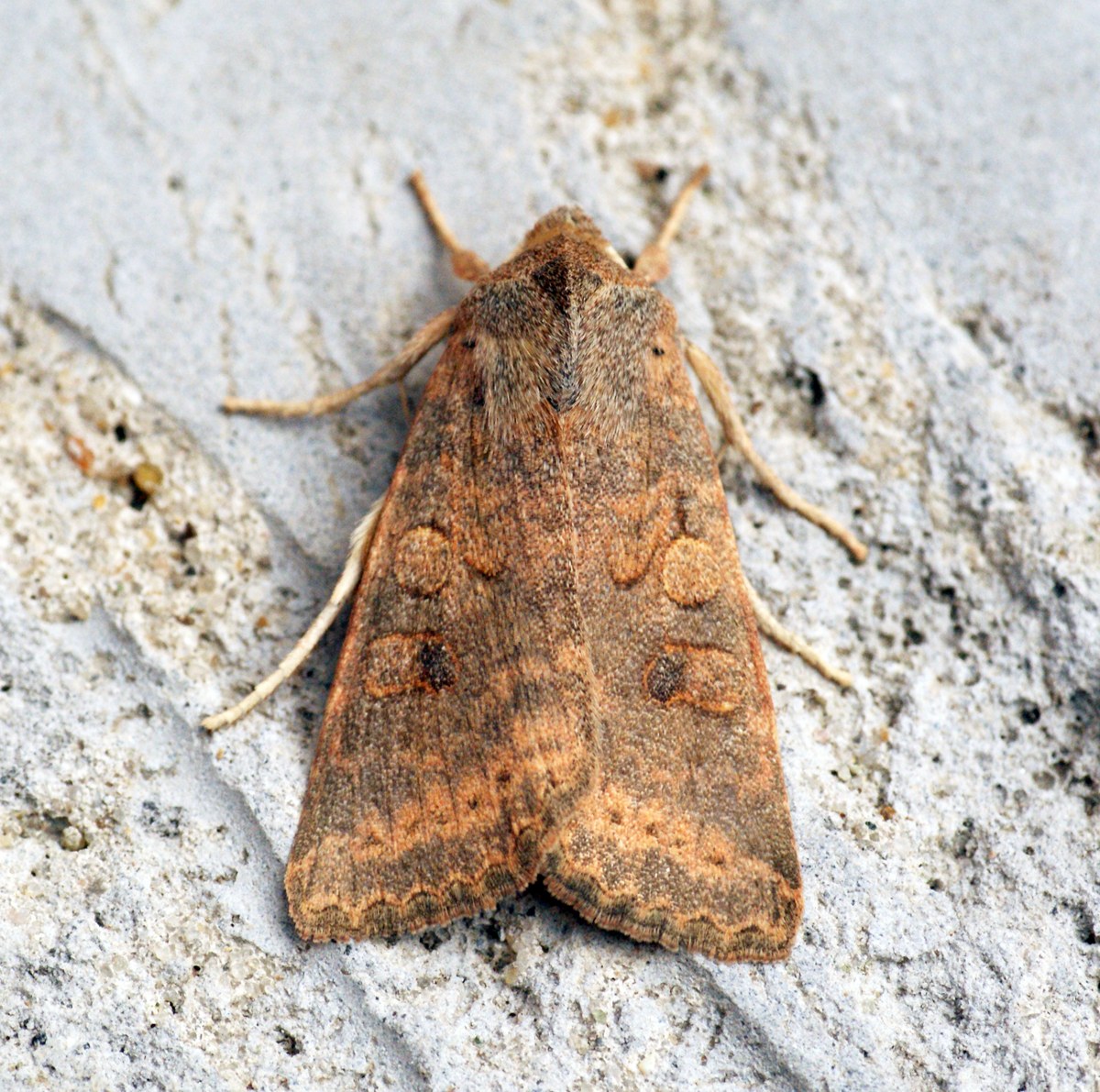
Ockragult gulvingsfly, Xanthia gilvago
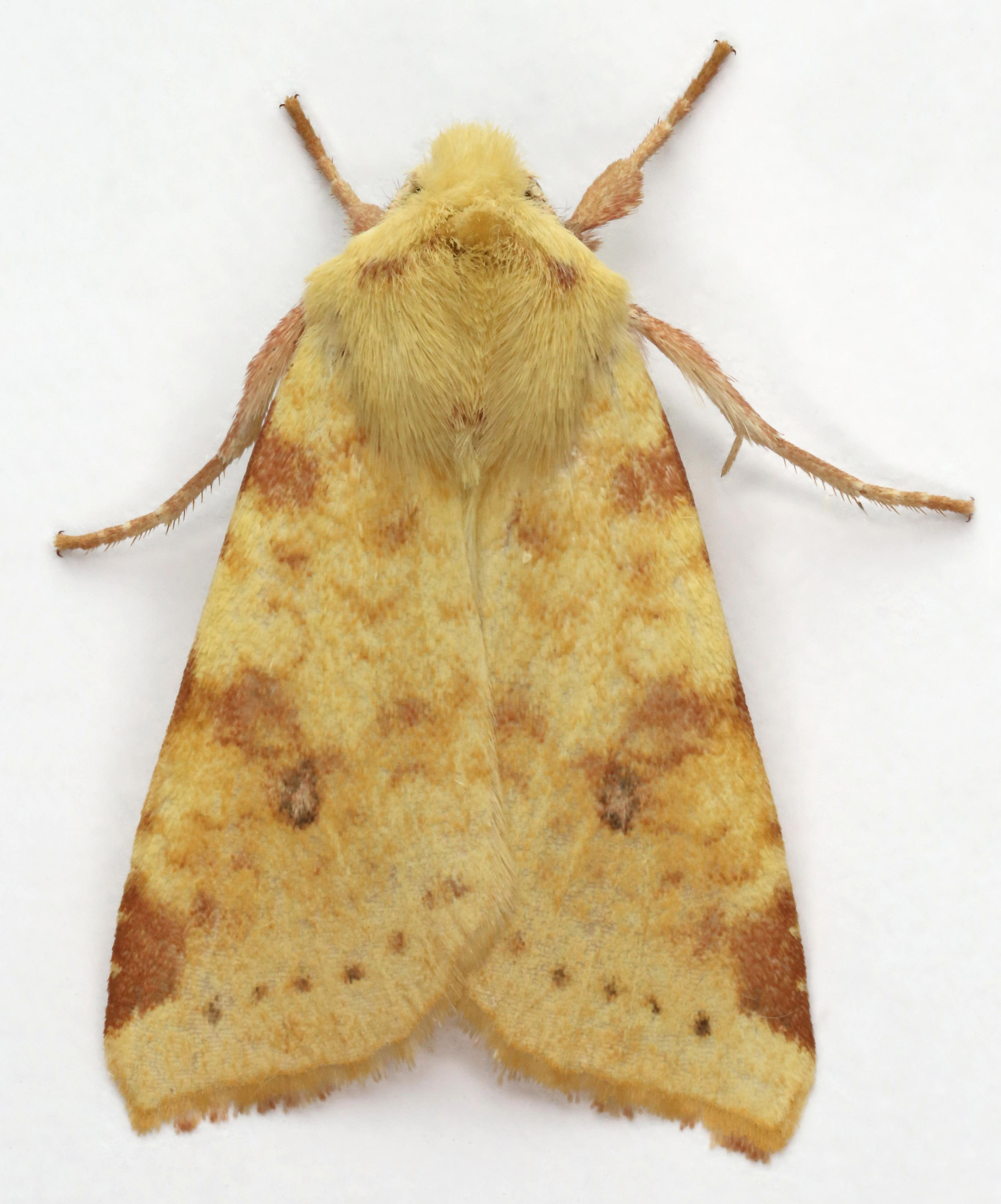
Blekgult gulvingsfly, Xanthia icteritia
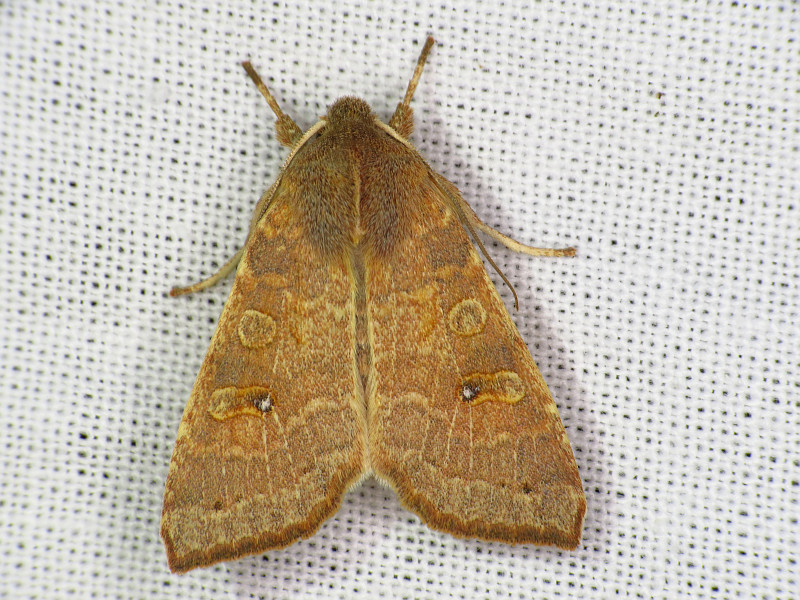
Ljusribbat gulvingsfly, Xanthia ocellaris
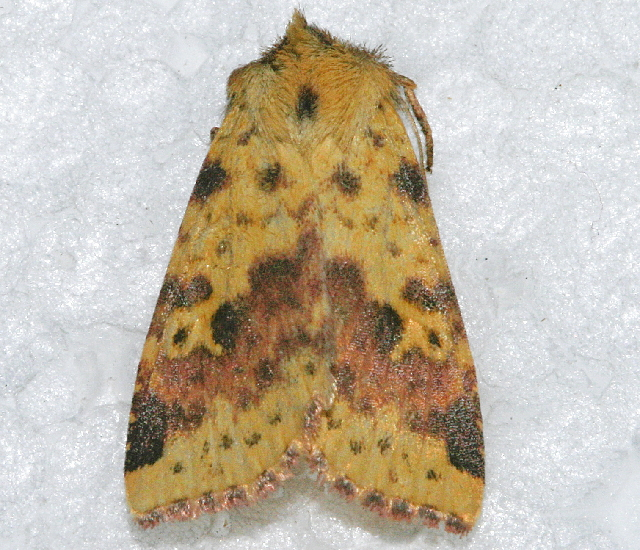
Xanthia tatago
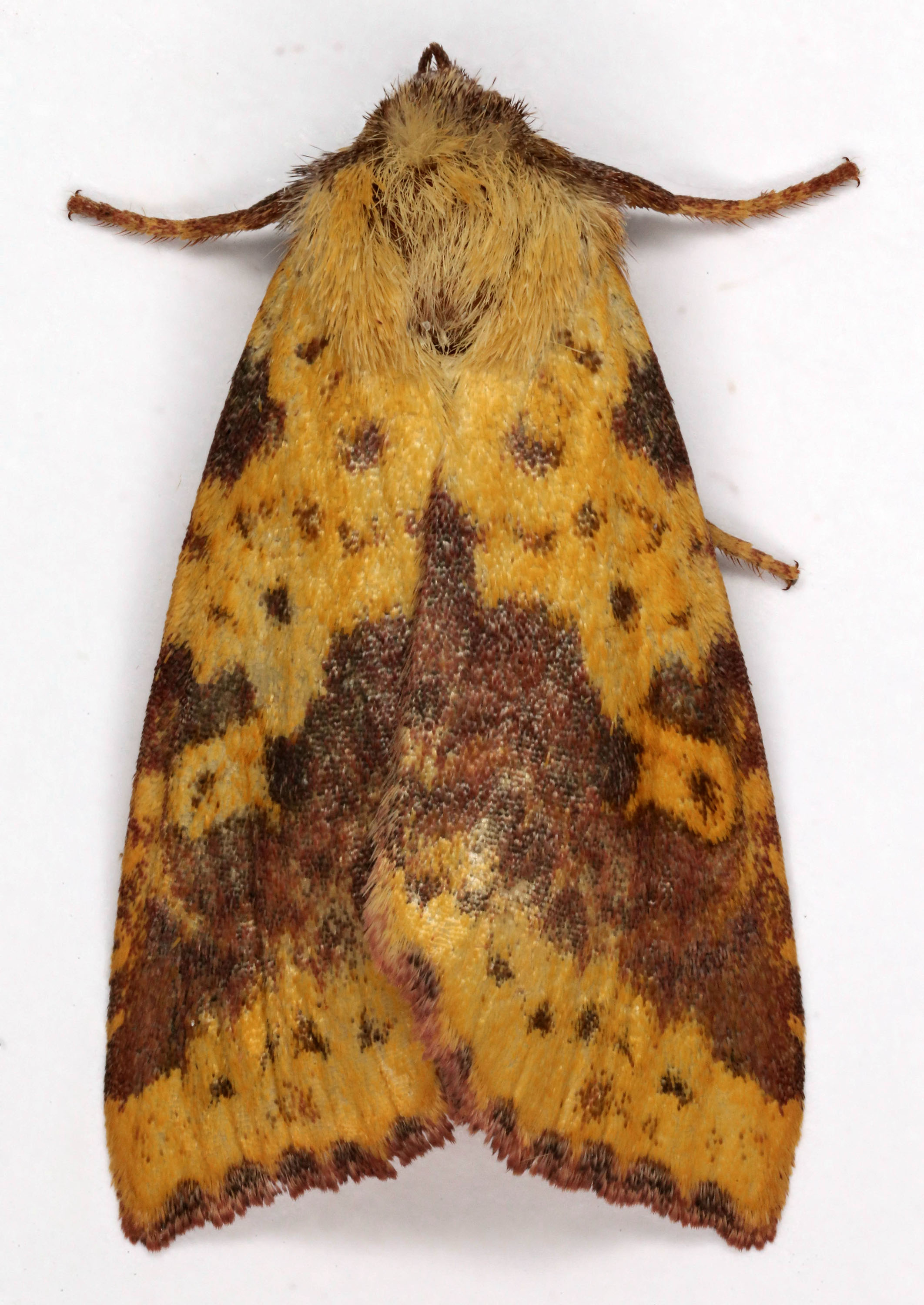
Violettbandat gulvingsfly, Xanthia togata